# Крест «За Монте Кассино»
Знак военного отличия «Крест За Монте-Кассино» ( Krzyz Monte Cassino ) — государственная награда Польской Народной Республики.

## История
Крест За Монте-Кассино, учреждённый Верховным командованием Польских вооруженных сил на Западе 26 июля 1944 года в память о мужестве и героизме, проявленных бойцами 2-го армейского польского корпуса в боях за Монте-Кассино в период кампании в Италии в мае 1944 года, был включён в реестр памятных наград ветеранских организаций Польской Народной Республики.
Прототипом Креста Монте-Кассино стал знак 3-й дивизии Карпатских стрелков.
Крест Монте-Кассино носился на левой стороне груди после креста Яна Красицкого.

## Описание знака
Знак отличия представляет собой греческий крест с рельефной поверхностью, плечи которого выполнены в виде трилистника.
На лицевой стороне креста в центральной части помещен квадратный щиток, на котором выбит памятный текст: «MONTE / CASSINO / МАJ / 1944».
Оборотная сторона креста идентична лицевой, с той разницей, что на щитке выбит порядковый номер награды.
Крест изготавливался из бронзы.
Его размеры 40 х 40 мм.
В верхней части креста имеется ушко с кольцом, с помощью которого он крепится к ленте.

## Лента
Лента креста шелковая муаровая шириной 33 мм с чередующимися продольными полосами голубого и красного цвета (6 голубых и 5 красных). Ширина полос 3 мм каждая.
На ленту крепится поясок, выполненный из бронзы, на который нанесена надпись: «MONTE CASSINO». Поверхность пояска гладкая матовая. Ширина пояска 8 мм.